# Envy (Rapperin)
Nicola Varley (* 9. April 1987), bekannt als Envy, ist eine britische Rapperin aus Manchester, deren Stil dem Subgenre Grime zuzuordnen ist.

## Biografie
Varley begann 2003 mit dem Schreiben von Liedern. Während sie zunächst mit anderen Künstlerinnen aus dem näheren Umfeld verglichen wurde, schaffte sie sich ihren eigenen Platz in der britischen Grime-Szene, die zuvor von Männern dominiert worden war. 2008 erschien ihre Single Tongue Twister über die Plattenfirma StopStart Records.
Nachdem Varley an der Loughborough University einen Abschluss im Medienbereich absolviert hatte, konzentriert sie sich seither ganz auf ihre Musikkarriere. Dies schlug sich in Form der zweiten Single Friday Night nieder.

## Veröffentlichungen

### Singles
- Tongue Twister (2008)
- Friday Night (2008)

### Alben
- Set Yourself on Fire (2010)